# رالف واربورتون
رالف واربورتون (بالإنجليزية: Ralph Warburton)‏ هو لاعب هوكي الجليد أمريكي، ولد في 7 فبراير 1924 في كرانستون في الولايات المتحدة.

## وصلات خارجية
- رالف واربورتون على موقع EliteProspects.com (الإنجليزية)
- رالف واربورتون على موقع HockeyDB.com (الإنجليزية)
- رالف واربورتون على موقع أوليمبيديا (الإنجليزية)